# France Antelme
Pour les articles homonymes, voir Antelme.
France Antelme (12 mars 1900-12 septembre 1944) fut, pendant la Seconde Guerre mondiale, un agent mauricien du Special Operations Executive (SOE).
À la tête de Bricklayer, un petit réseau spécialisé dans les questions économiques et financières en prévision du débarquement allié, il effectua trois missions en France occupée. Lors de la troisième, il fut arrêté par les Allemands, torturé, déporté et finalement exécuté au camp de concentration de Gross-Rosen.
France Antelme est l'un des 14 agents franco-mauriciens engagés par le SOE, en raison notamment de leur connaissance des deux langues, l'anglais et le français. Il est l’un des 18 agents du SOE parachutés directement dans les mains de l’ennemi, parmi lesquels 11 l'ont été en février et mars 1944 malgré la forte évidence que les Allemands contrôlaient les réseaux avec lesquels leurs parachutages étaient organisés.

## Biographie

### Avant la guerre
1900. Le 12 mars, naissance de France Antelme à Port-Louis (Maurice).
France Antelme fait ses classes au collège royal de Curepipe. Vu la situation de son père, il est très vite introduit dans les meilleurs milieux mauriciens. Sportif, il chasse au cerf au sein des traditions cynégétiques maintenues par la famille.
Passionné turfiste, Fairy Gift et Oxendean portent ses couleurs - casaque vermillon, manches et toque en or - en 1926 et 1930 respectivement.
Il se lance dans une carrière d’agent commercial, qui l’amène à beaucoup voyager entre l'Île Maurice, l'île de La Réunion, Madagascar, l'Afrique du Sud et l'Europe. Il établit partout de fructueux contacts commerciaux et politiques.
1932. Il s’installe à Durban comme représentant commercial de Madagascar en Afrique du Sud.
1933. Il se marie.

### Pendant la guerre

#### Mission Todd à Madagascar
1939-1940. Au début de la Seconde Guerre mondiale, il s'enrôle dans l'armée sud-africaine
1941. En novembre, France Antelme est recruté par le SOE à Durban. 
1942.
Mission Todd. Conduite par le Lt-Col. J.E.S. Todd, cette mission consiste à recueillir des renseignements sur Madagascar (tenue par Vichy) et à gagner des leaders politiques à la cause alliée dans la perspective d’un débarquement britannique à Diego-Suarez (opération Ironclad, 5 mai 1942).
- 8 février. Antelme est déposé par bateau près de Majunga (Mahajanga).
- Il sert dans l’état-major opérationnel de la mission Todd à Dar es Salaam.

Bilan de la mission : il a noué de nombreux contacts dans l'île et en a ramené des renseignements politiques et militaires. Aboutissement naturel de cette mission réussie, il reçoit l'offre de se joindre au SOE en Angleterre.
- 1er juillet. Antelme s'embarque pour Londres.
- Versé à la section F, il suit l’entraînement intensif, à Beaulieu et à Arisaig (Écosse).

#### Première mission en France
Définition de la mission : établir le contact avec certains éléments politiques et connaître leurs vues et leurs besoins ; jeter les bases du financement et du ravitaillement de l'éventuel débarquement allié.
- Novembre.
  - Dans la nuit du 18 au 19[1], il est parachuté en France sur le terrain La Crêpellière, à Saché, au sud-est de Tours[2], le comité de réception étant assuré par le réseau MONKEYPUZZLE de Raymond Flower « Gaspard »[3].
  - Le 19, Antelme part pour Artannes-sur-Indre avec André Dubois, sa femme et « Gaspard »[4].
  - Le 21, il continue vers Tours et passe la nuit à l'hôtel[4],[5].
  - Le 22, il prend le train pour Poitiers, et là, il prend contact avec Henri Gateau, commissaire-priseur, 19 rue Boncenne, qui le présente à Lise de Baissac au café de la Paix, place d'Armes. Antelme réserve une chambre à l'hôtel des 3 Piliers, rue Gambetta[4].
  - Le 23, il se déplace, grâce aux arrangements de M. Gateau, dans l'appartement de M. et Mme Louis Roy[4].
  - Le 27, Il s'installe dans la maison du 19 rue Jean-Jaurès. Louis Roy le présente au docteur Roux, maire de Latillé et Adolphe Martin, officier de réserve, grâce auxquels deux comités de réception sont formés (Vouillé et Vivonne). Plus tard M. Martin présente Paul Brau, un entrepreneur qui forme un comité de réception dans sa propriété près de Châtellerault.
- Décembre. Antelme et Mme Gateau vont à Paris, où, grâce aux Gateau, il rencontre leur beau-frère, Albert Rambault, Directeur Général de l'Escompte et agent de compensation entre la France et l'Allemagne, l'Italie et l'Espagne. Sur la suggestion de Rambault, Antelme va à Dijon, où il reste trois jours avec la famille Rambault dans leur appartement de l'immeuble de la Banque de France. En retournant à Paris, Antelme fait la connaissance d'Henri Garry, que lui avait recommandé Armel Guerne « Gaspard ». Garry a été en relation avec le réseau de Philippe de Vomécourt, était injoignable depuis l'arrestation de ce dernier le 12 novembre. Par l'intermédiaire de Garry, Antelme rencontre Margot Nadeau, secrétaire au ministère de l'Agriculture et du Ravitaillement, 78 rue de Varenne. Elle essaye d'organiser une réunion entre Antelme et le ministre Bonnafous. Ce dernier semble d'accord, mais au dernier moment perd courage et refuse de recevoir Antelme.

1943.
- Janvier. Antelme établit son quartier général 9 rue Chartran, à Neuilly-sur-Seine. Lise de Baissac le présente à Maître William Savy « Alcide » (connu aussi sous le nom de Jean Millet), un juriste international, domicilié 6 rue d'Alger, à Paris. Il entre en contact avec Claude de Baissac « David » et, par son intermédiaire, avec le major Francis Suttill « Prosper », qui tous les deux sont sans liaison radio avec Londres depuis six semaines, et ont de grands besoins d'argent. Maître Savy s'arrange pour obtenir un prêt d'un million de francs, confirmé par Londres qui fait passer à la BBC le message « Alcide est en bonne santé ». De Baissac et Suttill obtiennent chacun 250000 francs. Antelme recrute Henri Garry et Octave Simon « Badois ». Par l'intermédiaire d'Octave Simon, il entre en contact avec le comte Jean Cellier, propriétaire du château d'Éporcé[6] et avec Antoine de Mascureau, propriétaire du château de la Renaudière[7], où un comité de réception était formé comprenant eux-mêmes, leurs fermiers et fils, des garde-chasse et le chef de gare du Mans. Le terrain se situe entre les deux châteaux, à environ 18 km au NO de la gare du Mans.
- Février. Recevant le message BBC annonçant un parachutage pour la nuit, le comité se réunit, mais l'avion tourne en rond plusieurs kilomètres trop au nord. Après un échange de plusieurs messages radiotélégraphiés, l'avion revient le 16 et tombe pile sur la position du comité[8]. Par l'intermédiaire d'Henri Garry, Antelme prend contact avec Maurice Roland et M. Vassart, procureur de la République à Troyes, grâce auxquels s'est formé le comité de réception pour Troyes. Maurice Roland informe Antelme qu'à Bordeaux existe une organisation forte de 3 000 hommes, impatiente de recevoir des armes et des fournitures (région B de l'OCM). Antelme demande à Claude de Baissac d'entrer en contact à Bordeaux avec cette organisation, dirigée dans le sud-ouest par André Grandclément, domicilié au 34 cours de Verdun. Ce contact aura des conséquences désastreuses[9]. Antelme discute avec Alexandre Celier, président du conseil d'administration du comptoir national d'escompte de Paris et M. Panouillot de Vesly, inspecteur des finances, des plans de fourniture d'argent français pour les armées de libération alliées. Il discute également des plans de fourniture de nourriture aux armées avec Maurice Duthilleul, directeur adjoint du ravitaillement dans la Sarthe. Ces plans ne furent pas exécutés : Maurice Duthilleul sera arrêté et déporté en Allemagne, mais rentrera en juin 1945. Antelme est en contact aussi avec Édouard Herriot et avec Paul Reynaud. Antelme confie l'organisation du Mans à Henri Garry. L'organisation de Troyes sera prise en charge par Benjamin Cowburn « Germain » à partir d'avril.
- Mars. Au début du mois, il rencontre Édouard Herriot, âgé et en mauvais état de santé. Celui-ci se déclare favorable aux Alliés, mais ne souhaite pas avoir un rôle actif.

#### À Londres
- Mars (suite). Le 17/18, France Antelme revient à Londres en Lysander, avec Claude de Baissac[10].
- Mai. Entre le 15 et le 20[11], France Antelme et Francis Suttill (arrivé dans la nuit du 14/15[12]) ont une entrevue avec des membres de la London Controlling Section[13],[14]. France Antelme se voit remettre une lettre secrète de Churchill, qu'il devra faire parvenir à Édouard Herriot.

#### Deuxième mission en France
Pour cette mission, qui durera trois mois (20 mai 1943-20 juillet 1943), il est porteur de messages de Winston Churchill aux anciens présidents du conseil Édouard Herriot (voir plus haut) et Paul Reynaud, les invitant à venir en Angleterre. 
- Mai (suite). Dans la nuit du 20/21[16], Antelme est de nouveau parachuté en France[17].
- Juin.
  - Antelme reçoit un important parachutage de matériels réceptionné par un comité qu'il a organisé dans la Sarthe. Peut alors être réalisé un sabotage de tables tournantes ferroviaires à la gare du Mans.
  - Le 24, son ami Francis Suttill est arrêté, début de l'effondrement général du réseau Prosper-PHYSICIAN. Les arrestations mettent gravement en danger France Antelme ainsi que William Savy, dont le bureau est perquisitionné. Antelme s’arrange pour échapper à la Gestapo pendant un mois. Antelme confie à Henri Garry la conduite du réseau PHONO, sous-réseau du réseau Prosper-PHYSICIAN, avec Noor Inayat Khan, récemment arrivée le 17 juin comme opérateur radio.
- 19/20 juillet. France Antelme et Maître Savy reviennent en Angleterre par avion Lysander[18].

Bilan de la mission. Il n’a réussi à rencontrer ni Édouard Herriot (qui est sous surveillance étroite) ni Paul Reynaud. Il a cependant pu apprendre qu’ils aimeraient bien agir, mais qu’étant surveillés, ils n’en avaient pas la possibilité. De plus, il ramène avec lui une recrue de grande valeur, en la personne de Maître William Savy, juriste international très influent.

#### Retour à Londres
France Antelme, alors major, agit pendant sept mois comme conseiller auprès de la direction de la section F, qui tient toujours compte de ses avis en raison de son expérience du terrain.
- Octobre. Le réseau PHONO est démantelé : Noor Inayat Khan (le 13) puis Henri Garry (le 18) sont arrêtés. Les Allemands, qui ont mis la main sur l'émetteur et les livres de codes de Noor Inayat Khan, vont continuer à échanger des messages radio avec Londres, en se substituant à elle (Funkspiel).

1944.
- Janvier. Une équipe SOE constituée de Jacques Ledoux (qui vient monter le réseau ORATOR), François Deniset (instructeur en armement pour le réseau PHONO), Roland Alexandre (qui vient monter le réseau SURVEYOR) et Robert Byerly (opérateur radio canadien du réseau SURVEYOR), est accueillie par un comité de réception PHONO contrôlé par les Allemands. Peu après, des messages provenant de l’émetteur de Byerly sont reçus à Londres, mais il y manque les contrôles de sécurité qui auraient confirmé leur authenticité.
- En dépit de l’évidence croissante que les réseaux sont tombés entre les mains des Allemands, France Antelme se porte volontaire pour retourner en France, où il sera accueilli par un comité de réception du réseau PHONO.

#### Troisième mission en France
La troisième mission en France comporte plusieurs volets, notamment : la formation d'un nouveau réseau dans la région parisienne, celle d'un autre en Bretagne et le contrôle de plusieurs réseaux que le SOE croit pénétrés.
- 28 février. Antelme, ainsi que son opérateur radio, le Capitaine Lionel Lee, et son courrier Madeleine Damerment, décollent du terrain de Tempsford. Son nom de guerre est « Maurice »[20].
- 29 février. Tôt le matin, ils sont parachutés dans un champ près du village de Sainville (Eure-et-Loir), à 50 km à l’est de Chartres. Mais c’est la Gestapo qui les accueille. Très en colère, il est persuadé d'avoir été sacrifié[21].

Bilan de la mission. Échec.

#### Aux mains de l'ennemi
Antelme est amené au quartier général de la Gestapo au 84 avenue Foch à Paris. Torturé, il refuse de parler.
- 12 septembre[22]. France Antelme est exécuté au camp de concentration de Gross-Rosen.

## Reconnaissance

### Distinctions
France Antelme a reçu les distinctions suivantes, à titre posthume :
- Officier de l'Ordre de l'Empire britannique (OBE) (militaire) (Royaume-Uni) le 21 février 1946.
- Chevalier de la Légion d'honneur (France) le 16 janvier 1946.
- Croix de guerre 1939–1945, palme de bronze.

### Monuments
France Antelme est honoré  aux monuments suivants :
- Mémorial de Valençay (Indre), comme étant l’un des 104 agents du SOE Section F morts pour la France.
- Brookwood Memorial, Surrey, Angleterre ; panneau 21 -  colonne 3.
- Cénotaphe à Durban, Afrique du Sud.
- Au mémorial du camp de concentration de Gross-Rosen, près de Rogoźnica (Pologne), une plaque honore la mémoire des dix-neuf agents de la section F qui y ont été exécutés en août-septembre 1944, dont France Antelme. Réalisée en granit local, en provenance d'une carrière où devaient travailler les détenus, elle a été élevée sur l'initiative du Holdsworth Trust.

## Identités
- État civil : Joseph Antoine France Antelme
- Comme agent du SOE, section F :
  - Nom de guerre (field name) : « Renaud » (1re et 2e missions), « Maurice » (3e mission)
  - Code opérationnel : BRICKLAYER (en français MAÇON)
  - Identité de couverture : Antoine Ratier (1re et 2e missions) ; Joseph Marie Fernand Dumontet (3e mission)
  - Autre pseudo : Athos

Parcours militaire : SOE, section F ; grade : major (équivalent à commandant) ; matricule : 239255.

## Famille
- Son père : Louis Gaston Antelme (1867-1942) était un planteur d'expérience qui fit plusieurs voyages en Europe et servit d'intermédiaire  entre le gouvernement de Maurice, les compagnies britanniques et le corps agricole. Il fut député de Rivière Noire, puis des Plaines Wilhems de 1906 à 1926 et fut considéré comme un homme d'excellent conseil par les gouverneurs qui se succédèrent pendant sa longue carrière.
- Sa mère : Mauricia Rathier Du Vergé.
- Sa femme : Doris O'Toole ; mariage en 1933.
- Ses enfants (2) : Michel (né le 23 avril 1934 à Durban) ; Gaston (né le 11 juillet 1935 à l'Île Maurice).

### Sources et liens externes
- Fiche Antelme, Joseph Antoine France, avec photographies sur le site Special Forces Roll of Honour.
- Michael Richard Daniell Foot, Des Anglais dans la Résistance. Le Service Secret Britannique d'Action (SOE) en France 1940-1944, annot. Jean-Louis Crémieux-Brilhac, Tallandier, 2008,  (ISBN 978-2-84734-329-8). Traduction en français par Rachel Bouyssou de (en) SOE in France. An account of the Work of the British Special Operations Executive in France, 1940-1944, London, Her Majesty's Stationery Office, 1966, 1968 ; Whitehall History Publishing, in association with Frank Cass, 2004.Ce livre présente la version « officielle » britannique de l’histoire du SOE en France. Une référence essentielle sur le sujet du SOE en France.
- J. Maurice Paturau, Agents secrets mauriciens en France 1940-1945, s.d. (1994 ou 1995),
- John Vader, Nous n'avons pas joué, l'effondrement du réseau Prosper 1943, traduction, notes et annexes de Charles Le Brun, Le Capucin, 2002.
- Lt. Col. E.G. Boxshall, Chronology of SOE operations with the resistance in France during world war II, 1960, document dactylographié (exemplaire en provenance de la bibliothèque de Pearl Witherington-Cornioley, consultable à la bibliothèque de Valençay). Voir sheet 3, BRICKLAYER CIRCUIT.
- Hugh Verity, Nous atterrissions de nuit..., préface de Jacques Mallet, 5e édition française, Éditions Vario, 2004.
- J.D. Sainsbury, Le Mémorial de la section F, Gerry Holdsworth Special Forces Charitable Trust, 1992.
- Dossier personnel de France Antelme aux National Archives britanniques. Le dossier HS 9/42-44 est accessible depuis le 6 mars 2003.
- Source à exploiter :
  - E.D.R Harrison, British Subversion in French East Africa, 1941-1942: SOE's Todd Mission,